# 本格ミステリ・ベスト10
『本格ミステリ・ベスト10』（ほんかくミステリ・ベストテン）は、探偵小説研究会編著の推理小説のランキング本。毎年12月に原書房より刊行される。
| 年代 | 各年                                                                                    |
| --- | --------------------------------------------------------------------------------------- |
| 1990年代 | 1997年 - 1998年 - 1999年                                                                |
| 2000年代 | 2000年 - 2001年 - 2002年 - 2003年 - 2004年 - 2005年 - 2006年 - 2007年 - 2008年 - 2009年 |
| 2010年代 | 2010年 - 2011年 - 2012年 - 2013年 - 2014年 - 2015年 - 2016年 - 2017年 - 2018年 - 2019年 |
| 2020年代 | 2020年 - 2021年 - 2022年 - 2023年 - 2024年 - 2025年                                     |
| 2001-2010新世紀「本格短編」オールベスト・ランキング（2012年発表） - 本格ミステリ・ベスト・オブ・ベスト10 1997-2016（2017年発表） |                                                                                         |

## 概要
本格推理小説を対象とするこのランキングは、1997年、東京創元社の雑誌『創元推理』16号で「1996年日本本格ミステリ・ベスト10」を選出したことに端を発し、その翌年から探偵小説研究会が編著者となり、同社から年刊の『本格ミステリ・ベスト10』の刊行が始まった。
1998年版～2000年版の3冊を刊行後、2001年版（2000年12月刊行）より版元が原書房移行された。その際、いくつかの企画は東京創元社の『本格ミステリこれがベストだ!』（同じく探偵小説研究会編著、2001年～2004年）が引き継いだ。
ランキングの集計方法は、研究会が本格ミステリに関する有識者と考える人々に投票を依頼し、1位から5位を決めてもらうというもの。「本格」の定義は投票者に一任されている。
海外作品については、当初からアンケートや作品紹介はあったものの、ランキングが始まったのは2001年版からである。また、2002年版からはインターネット読者投票による国内ランキングも掲載されている。

## ランキング一覧
| 対象：1996年1月 - 12月発行書籍 1. 鉄鼠の檻（京極夏彦） 2. 絡新婦の理（京極夏彦） 3. 星降り山荘の殺人（倉知淳） 4. すべてがFになる（森博嗣） 5. どちらかが彼女を殺した（東野圭吾） 6. 名探偵の掟（東野圭吾） 7. 時の誘拐（芦辺拓） 8. 人格転移の殺人（西澤保彦） 「吾輩は猫である」殺人事件（奥泉光） 9. 龍臥亭事件（島田荘司） | 対象：1997年1月 - 12月発行書籍 1. 鴉（麻耶雄嵩） 2. ガラスの麒麟（加納朋子） 3. 未明の悪夢（谺健二） 4. 續・日本殺人事件（山口雅也） 5. メルカトルと美袋のための殺人（麻耶雄嵩） 6. 冤罪者（折原一） 7. 硝子の家（鮎川哲也・編） 8. 三月は深き紅の淵を（恩田陸） 9. 朱色の研究（有栖川有栖） 封印再度（森博嗣） |

| 対象：1998年1月 - 12月発行書籍 1. 人狼城の恐怖 第四部完結編（二階堂黎人） 2. 塗仏の宴 宴の支度・宴の始末（京極夏彦） 3. 殉教カテリナ車輪（飛鳥部勝則） 邪馬台国はどこですか？（鯨統一郎） 4. ブードゥー・チャイルド（歌野晶午） 5. 十三番目の陪審員（芦辺拓） 6. 天啓の器（笠井潔） グランド・ミステリー（奥泉光） 7. 神曲法廷（山田正紀） 8. 朝霧（北村薫） | 対象：1999年1月 - 12月発行書籍 1. 法月綸太郎の新冒険（法月綸太郎） 2. ハサミ男（殊能将之） 3. どんどん橋、落ちた（綾辻行人） 4. 盤上の敵（北村薫） 5. 象と耳鳴り（恩田陸） 6. プリズム（貫井徳郎） 7. メイン・ディッシュ（北森鴻） 黄金色の祈り（西澤保彦） 白夜行（東野圭吾） 8. そして二人だけになった（森博嗣） |

### 2001年版
対象：2000年1月 - 10月発行書籍
| 国内 1. 奇術探偵曾我佳城全集（泡坂妻夫） 2. 火蛾（古泉迦十） 3. 壺中の天国（倉知淳） 4. 木製の王子（麻耶雄嵩） 5. 美濃牛（殊能将之） 6. 少年たちの密室（古処誠二） 7. 依存（西澤保彦） 8. 幽霊刑事（有栖川有栖） 9. 倒錯の帰結（折原一） 10. 怪人対名探偵（芦辺拓） | 海外 1. ドン・イシドロ・パロディ 六つの難事件（ボルヘス & ビオイ＝カサーレス） 2. サム・ホーソーンの事件簿I（エドワード・D・ホック） 3. 自殺じゃない！（シリル・ヘアー） 4. 夜の記憶（トマス・H・クック） 5. 死体のない事件（レオ・ブルース） 6. 白鳥の歌（エドマンド・クリスピン） 7. さまよえる未亡人たち（エリザベス・フェラーズ） 8. 国会議事堂の死体（スタンリー・ハイランド） タラント氏の事件簿（C・デイリー・キング） 9. 納骨堂の多すぎた死体（エリス・ピーターズ） 冷えきった週末（ヒラリー・ウォー） ベウラの頂（レジナルド・ヒル） |

### 2002年版
対象：2000年11月 - 2001年10月発行書籍
| 国内 1. ミステリ・オペラ 宿命城殺人事件（山田正紀） 2. 時の密室（芦辺拓） 3. 黒祠の島（小野不由美） 4. 未完成（古処誠二） 5. 硝子細工のマトリョーシカ（黒田研二） 6. 三人目の幽霊（大倉崇裕） 7. ロシア幽霊軍艦事件（島田荘司） 8. 絶叫城殺人事件（有栖川有栖） 9. 模倣犯（宮部みゆき） 巫女の館の密室（愛川晶） | 海外 1. ジャンピング・ジェニイ（アントニイ・バークリー） 2. 騙し絵の檻（ジル・マゴーン） 3. 最上階の殺人（アントニイ・バークリー） 学寮祭の夜（ドロシー・L・セイヤーズ） 4. 密室殺人コレクション（二階堂黎人・森英俊共編） 5. 四人の申し分なき重罪人（G・K・チェスタトン） 6. 第三の銃弾［完全版］（カーター・ディクスン） 7. 死の殻（ニコラス・ブレイク） 8. 女占い師はなぜ死んでゆく（サラ・コードウェル） 9. 魔の淵（ヘイク・タルボット） 他言は無用（リチャード・ハル） |

### 2003年版
対象：2001年11月 - 2002年10月発行書籍
| 国内 1. オイディプス症候群（笠井潔） 2. 法月綸太郎の功績（法月綸太郎） 3. マレー鉄道の謎（有栖川有栖） 4. 鏡の中は日曜日（殊能将之） 5. GOTH リストカット事件（乙一） 6. 僧正の積木唄（山田正紀） 7. グラン・ギニョール城（芦辺拓） 8. 奇偶（山口雅也） 9. 聯愁殺（西澤保彦） 10. 魔神の遊戯（島田荘司） | 海外 1. 第四の扉（ポール・アルテ） 2. レイトン・コートの謎（アントニイ・バークリー） 3. 家蠅とカナリア（ヘレン・マクロイ） 4. 踊り子の死（ジル・マゴーン） 5. サム・ホーソーンの事件簿II（エドワード・D・ホック） 6. ウィッチフォード毒殺事件（アントニイ・バークリー） 7. イリーガル・エイリアン（ロバート・J・ソウヤー） 8. 死者を起こせ（フレッド・ヴァルガス） 9. 髑髏島の惨劇（マイケル・スレイド） 10. 囁く谺（ミネット・ウォルターズ） |

### 2004年版
対象：2002年11月 - 2003年10月発行書籍
| 国内 1. 葉桜の季節に君を想うということ（歌野晶午） 2. スイス時計の謎（有栖川有栖） 3. 月の扉（石持浅海） 4. 七度狐（大倉崇裕） 5. 陰摩羅鬼の瑕（京極夏彦） 6. 神のロジック人のマジック（西澤保彦） 7. くらのかみ（小野不由美） 8. 赫い月照（谺健二） OZの迷宮（柄刀一） 9. ネジ式ザゼツキー（島田荘司） | 海外 1. 死が招く（ポール・アルテ） 2. 捕虜収容所の死（マイケル・ギルバート） 3. ロジャー・シェリンガムとヴェインの謎（アントニイ・バークリー） 4. 歌うダイアモンド（ヘレン・マクロイ） 5. 魔法人形（マックス・アフォード） 6. 探偵術教えます（パーシヴァル・ワイルド） 7. テンプラー家の惨劇（ハリントン・ヘクスト） 8. 暗黒大陸の悪霊（マイケル・スレイド） 9. 闇に問いかける男（トマス・H・クック） 10. 半身（サラ・ウォーターズ） |

### 2005年版
対象：2003年11月 - 2004年10月発行書籍
| 国内 1. 生首に聞いてみろ（法月綸太郎） 2. 暗黒館の殺人（綾辻行人） 3. 螢（麻耶雄嵩） 4. 紅楼夢の殺人（芦辺拓） 5. 硝子のハンマー（貴志祐介） 6. イニシエーション・ラブ（乾くるみ） 7. 水の迷宮（石持浅海） 8. アルファベット・パズラーズ（大山誠一郎） 9. 天城一の密室犯罪学教程（天城一） 10. キマイラの新しい城（殊能将之） | 海外 1. 赤い霧（ポール・アルテ） 2. サム・ホーソーンの事件簿III（エドワード・D・ホック） 3. 蛇の形（ミネット・ウォルターズ） 4. 絹靴下殺人事件（アントニイ・バークリー） 5. 大聖堂は大騒ぎ（エドマンド・クリスピン） 6. 閘門の足跡（ロナルド・A・ノックス） 7. イデアの洞窟（ホセ・カルロス・ソモサ） 8. 殺意のシナリオ（ジョン・フランクリン・バーディン） 荊の城（サラ・ウォーターズ） 9. 海のオベリスト（C・デイリー・キング） 誰でもない男の裁判（A・H・Z・カー） |

### 2006年版
対象：2004年11月 - 2005年10月発行書籍
| 国内 1. 容疑者Xの献身（東野圭吾） 2. 扉は閉ざされたまま（石持浅海） 3. 弥勒の掌（我孫子武丸） 4. ニッポン硬貨の謎（北村薫） 5. 神様ゲーム（麻耶雄嵩） 6. 摩天楼の怪人（島田荘司） 交換殺人には向かない夜（東川篤哉） 7. 三百年の謎匣（芦辺拓） 8. ゴーレムの檻（柄刀一） 9. 模像殺人事件（佐々木俊介） | 海外 1. 骨と髪（レオ・ブルース） 2. 悪女パズル（パトリック・クェンティン） 3. カーテンの陰の死（ポール・アルテ） 4. ストップ・プレス（マイクル・イネス） 5. 愚か者の祈り（ヒラリー・ウォー） 6. 斬首人の復讐（マイケル・スレイド） 7. クライム・マシン（ジャック・リッチー） 8. 骨の島（アーロン・エルキンズ） 9. 最後の審判の巨匠（レオ・ペルッツ） 10. 柳園の壺（ロバート・ファン・ヒューリック） |

### 2007年版
対象：2005年11月 - 2006年10月発行書籍
| 国内 1. 乱鴉の島（有栖川有栖） 2. 顔のない敵（石持浅海） 3. 厭魅の如き憑くもの（三津田信三） 4. 夏期限定トロピカルパフェ事件（米澤穂信） 5. 邪魅の雫（京極夏彦） 6. シャドウ（道尾秀介） 7. 骸の爪（道尾秀介） 8. 福家警部補の挨拶（大倉崇裕） 9. 向日葵の咲かない夏（道尾秀介） 10. 仮面幻双曲（大山誠一郎） | 海外 1. 魔王の足跡（ノーマン・ベロウ） 2. 間違いの悲劇（エラリー・クイーン） 3. 赤髯王の呪い（ポール・アルテ） 4. オックスフォード連続殺人（ギジェルモ・マルティネス） 5. ヴードゥーの悪魔（ジョン・ディクスン・カー） 6. ひよこはなぜ道を渡る（エリザベス・フェラーズ） 7. 奇術師の密室（リチャード・マシスン） 8. 証拠は眠る（オースティン・フリーマン） 9. ローリング邸の殺人（ロジャー・スカーレット） 10. 毒杯の囀り（ポール・ドハティー） |

### 2008年版
対象：2006年11月 - 2007年10月発行書籍
| 国内 1. 女王国の城（有栖川有栖） 2. 首無の如き祟るもの（三津田信三） 3. 密室キングダム（柄刀一） 4. インシテミル（米澤穂信） 5. 離れた家 山沢晴雄傑作集（山沢晴雄） 6. 密室殺人ゲーム王手飛車取り（歌野晶午） 7. 収穫祭（西澤保彦） 8. 夕陽はかえる（霞流一） 9. リベルタスの寓話（島田荘司） 10. 心臓と左手（石持浅海） | 海外 1. 狂人の部屋（ポール・アルテ） 2. 悪魔はすぐそこに（D・M・ディヴァイン） 3. 死の相続（セオドア・ロスコー） 4. 切り裂かれたミンクコート事件（ジェームズ・アンダースン） 5. ジョン・ディクスン・カーを読んだ男（ウィリアム・ブリテン） 6. 大鴉の啼く冬（アン・クリーヴス） 7. 虚空から現れた死（クレイトン・ロースン） 8. リヴァイアサン号殺人事件（ボリス・アクーニン） 9. 議会に死体（ヘンリー・ウェイド） サム・ホーソーンの事件簿V（エドワード・D・ホック） |

### 2009年版
対象：2007年11月 - 2008年10月発行書籍
| 国内 1. 山魔の如き嗤うもの（三津田信三） 2. ラットマン（道尾秀介） 3. 完全恋愛（牧薩次） 4. 聖女の救済（東野圭吾） 5. 青銅の悲劇 瀕死の王（笠井潔） 6. 裁判員法廷（芦辺拓） 7. 妃は船を沈める（有栖川有栖） 8. ペガサスと一角獣薬局（柄刀一） 9. エコール・ド・パリ殺人事件（深水黎一郎） 10. 官能的 四つの狂気（鳥飼否宇） 狐火の家（貴志祐介） | 海外 1. ウォリス家の殺人（D・M・ディヴァイン） 2. 霧と雪（マイケル・イネス） 3. 七番目の仮説（ポール・アルテ） 4. ナポレオンの剃刀の冒険（エラリー・クイーン） 5. ロジャー・マーガトロイドのしわざ（ギルバート・アデア） 6. ケンブリッジ大学の殺人（グリン・ダニエル） 7. ポッターマック氏の失策（オースティン・フリーマン） 8. 道化の町（ジェイムズ・パウエル） 9. 検死審問（パーシヴァル・ワイルド） 10. 絞首人の手伝い（ヘイク・タルボット） |

### 2010年版
対象：2008年11月 - 2009年10月発行書籍
| 国内 1. 密室殺人ゲーム2.0（歌野晶午） 2. 身代わり（西澤保彦） 3. Another（綾辻行人） 4. 追想五断章（米澤穂信） 5. 新参者（東野圭吾） 6. 鷺と雪（北村薫） 7. ダブル・ジョーカー（柳広司） 8. ここに死体を捨てないでください！（東川篤哉） 9. 後悔と真実の色（貫井徳郎） リバース（北國浩二） | 海外 1. 災厄の紳士（D・M・ディヴァイン） 2. 検死審問ふたたび（パーシヴァル・ワイルド） 3. 虎の首（ポール・アルテ） 4. 水時計（ジム・ケリー） 5. サイモン・アークの事件簿I（エドワード・D・ホック） 6. 死せる案山子の冒険（エラリー・クイーン） 7. 騙し絵（マルセル・F・ラントーム） 8. ミスター・ディアボロ（アントニー・レジューン） 9. 幽霊の2/3（ヘレン・マクロイ） 10. ポジオリ教授の冒険（T・S・ストリブリング） |

### 2011年版
対象：2009年11月 - 2010年10月発行書籍
| 国内 1. 隻眼の少女（麻耶雄嵩） 2. 叫びと祈り（梓崎優） 3. 水魑の如き沈むもの（三津田信三） 4. 綺想宮殺人事件（芦辺拓） 5. アルバトロスは羽ばたかない（七河迦南） 6. 貴族探偵（麻耶雄嵩） 7. 写楽 閉じた国の幻（島田荘司） 8. 丸太町ルヴォワール（円居挽） 9. 謎解きはディナーのあとで（東川篤哉） 10. こめぐら（倉知淳） | 海外 1. ベヴァリー・クラブ（ピーター・アントニイ） 2. 陸軍士官学校の死（ルイス・ベイヤード） 3. ストラング先生の謎解き講義（ウィリアム・ブリテン） 4. 警官の証言（ルーパート・ペニー） 5. パニック・パーティ（アントニイ・バークリー） 6. 悪魔パズル（パトリック・クェンティン） 殺す手紙（ポール・アルテ） 7. 愛おしい骨（キャロル・オコンネル） 8. ロードサイド・クロス（ジェフリー・ディーヴァー） 9. フレンチ警部と毒蛇の謎（F・W・クロフツ） 修道女フィデルマの洞察（ピーター・トレメイン） |

### 2012年版
対象：2010年11月 - 2011年10月発行書籍
| 国内 1. 折れた竜骨（米澤穂信） 2. メルカトルかく語りき（麻耶雄嵩） 3. 開かせていただき光栄です（皆川博子） 4. 虚構推理 鋼人七瀬（城平京） 5. 鍵のかかった部屋（貴志祐介） 6. 消失グラデーション（長沢樹） 7. 吸血鬼と精神分析（笠井潔） 8. 密室殺人ゲーム・マニアックス（歌野晶午） 9. 放課後はミステリーとともに（東川篤哉） 10. 赤い糸の呻き（西澤保彦） | 海外 1. 三本の緑の小壜（D・M・ディヴァイン） 2. ブラッド・ブラザー（ジャック・カーリイ） 3. 四十面相クリークの事件簿（トマス・M・ハンシュー） 4. 野兎を悼む春（アン・クリーヴス） 5. ディーン牧師の事件簿（ハル・ホワイト） 6. サイモン・アークの事件簿II（エドワード・D・ホック） 7. 紳士と月夜の晒し台（ジョージェット・ヘイヤー） 8. 二流小説家（デイヴィッド・ゴードン） 9. 死角 オーバールック（マイクル・コナリー） 10. 暗い鏡の中に（ヘレン・マクロイ） |

### 2013年版
対象：2011年11月 - 2012年10月発行書籍
| 国内 1. キングを探せ（法月綸太郎） 2. 密室蒐集家（大山誠一郎） 3. 奇面館の殺人（綾辻行人） 4. 幽女の如き怨むもの（三津田信三） 5. 体育館の殺人（青崎有吾） 6. 江神二郎の洞察（有栖川有栖） 7. 葬式組曲（天祢涼） 8. アルカトラズ幻想（島田荘司） 9. スチームオペラ（芦辺拓） 10. カマラとアマラの丘（初野晴） | 海外 1. 巡礼者パズル（パトリック・クェンティン） 2. 死の扉（レオ・ブルース） 3. 火焔の鎖（ジム・ケリー） 4. 迷走パズル（パトリック・クェンティン） 5. バーニング・ワイヤー（ジェフリー・ディーヴァー） 6. 俳優パズル（パトリック・クェンティン） 7. マシューズ家の毒（ジョージェット・ヘイヤー） 8. サイモン・アークの事件簿III（エドワード・D・ホック） 9. フィデリティ・ダヴの大仕事（ロイ・ヴィカーズ） 10. 彼の個人的な運命（フレッド・ヴァルガス） |

### 2014年版
対象：2012年11月 - 2013年10月発行書籍
| 国内 1. 貴族探偵対女探偵（麻耶雄嵩） 2. 水族館の殺人（青崎有吾） 3. リバーサイド・チルドレン（梓崎優） 4. ノックス・マシン（法月綸太郎） 5. 犯罪ホロスコープII 三人の女神の問題（法月綸太郎） 6. アリス殺し（小林泰三） 7. 戯作・誕生殺人事件（辻真先） 8. コモリと子守り（歌野晶午） 9. 星籠の海（島田荘司） 10. リカーシブル（米澤穂信） | 海外 1. 列車に御用心（エドマンド・クリスピン） 2. 百年祭の殺人（マックス・アフォード） 3. イン・ザ・ブラッド（ジャック・カーリイ） 4. 跡形なく沈む（D・M・ディヴァイン） 5. ポーカー・レッスン（ジェフリー・ディーヴァー） 6. 小鬼の市（ヘレン・マクロイ） 7. 人形パズル（パトリック・クェンティン） 8. ムーンズエンド荘の殺人（エリック・キース） 9. サイモン・アークの事件簿IV（エドワード・D・ホック） 10. 警官の騎士道（ルーパート・ペニー） |

### 2015年版
対象：2013年11月 - 2014年10月発行書籍
| 国内 1. さよなら神様（麻耶雄嵩） 2. 満願（米澤穂信） 3. 小さな異邦人（連城三紀彦） 4. 異次元の館の殺人（芦辺拓） 5. 黒龍荘の惨劇（岡田秀文） 6. ○○○○○○○○殺人事件（早坂吝） 7. 密室の神話（柄刀一） 8. 風ヶ丘五十円玉祭りの謎（青崎有吾） 9. 殺意の構図（深木章子） 10. 松谷警部と三鷹の石（平石貴樹） | 海外 1. 逃げる幻（ヘレン・マクロイ） 2. 服用禁止（アントニイ・バークリー） 3. ミンコット荘に死す（レオ・ブルース） 4. 女郎蜘蛛（パトリック・クェンティン） 5. 逆さの骨（ジム・ケリー） 6. 養鶏場の殺人 / 火口箱（ミネット・ウォルターズ） 窓辺の老人（マージェリー・アリンガム） 7. 秘密（ケイト・モートン） 8. 被告人、ウィザーズ&マローン（ステュアート・パーマー&クレイグ・ライス） 9. その女アレックス（ピエール・ルメートル） |

### 2016年版
対象：2014年11月 - 2015年10月発行書籍
| 国内 1. ミステリー・アリーナ（深水黎一郎） 2. 片桐大三郎とXYZの悲劇（倉知淳） 3. 王とサーカス（米澤穂信） 4. オルゴーリェンヌ（北山猛邦） 5. その可能性はすでに考えた（井上真偽） 6. 赤い博物館（大山誠一郎） 7. 鍵の掛かった男（有栖川有栖） 8. 東京結合人間（白井智之） 9. 死と砂時計（鳥飼否宇） 10. 星読島に星は流れた（久住四季） | 海外 1. そして医師も死す（D・M・ディヴァイン） 2. あなたは誰？（ヘレン・マクロイ） 3. 薔薇の輪（クリスチアナ・ブランド） 4. 髑髏の檻（ジャック・カーリイ） 5. リモート・コントロール（ハリー・カーマイケル） 6. 犬はまだ吠えている（パトリック・クェンティン） 7. 悲しみのイレーヌ（ピエール・ルメートル） 8. 曲がり角の死体（E・C・R・ロラック） 9. 水の葬送（アン・クリーヴス） 10. チェスプレイヤーの密室（エラリー・クイーン） |

### 2017年版
対象：2015年11月 - 2016年10月発行書籍
| 国内 1. 聖女の毒杯 その可能性はすでに考えた（井上真偽） 2. 図書館の殺人（青崎有吾） 3. ジェリーフィッシュは凍らない（市川憂人） 4. 涙香迷宮（竹本健治） 5. おやすみ人面瘡（白井智之） 6. 誰も僕を裁けない（早坂吝） 7. 真実の10メートル手前（米澤穂信） 8. 屋上の道化たち（島田荘司） 9. 松谷警部と向島の血（平石貴樹） 10. 倒叙の四季 破られたトリック（深水黎一郎） | 海外 1. ささやく真実（ヘレン・マクロイ） 2. 二人のウィリング（ヘレン・マクロイ） 3. ミステリ・ウィークエンド（パーシヴァル・ワイルド） 4. ハイキャッスル屋敷の死（レオ・ブルース） 5. カクテルパーティー（エリザベス・フェラーズ） 6. 浴室には誰もいない（コリン・ワトスン） 7. まぼろしの屋敷（マージェリー・アリンガム） 8. 九つの解決（J．J．コニントン） 9. 闇と静謐（マックス・アフォード） 10. 傷だらけのカミーユ（ピエール・ルメートル） |

### 2018年版
対象：2016年11月 - 2017年10月発行書籍
| 国内 1. 屍人荘の殺人（今村昌弘） 2. 狩人の悪夢（有栖川有栖） 3. 名探偵は嘘をつかない（阿津川辰海） 4. ミステリークロック（貴志祐介） 5. ブルーローズは眠らない（市川憂人） 双蛇密室（早坂吝） 6. 悪魔を憐れむ（西澤保彦） 7. ホワイトラビット（伊坂幸太郎） 8. Y駅発深夜バス（青木知己） 紅城奇譚（鳥飼否宇） | 海外 1. 13・67（陳浩基） 2. 雪と毒杯（エリス・ピーターズ） 3. 月明かりの男（ヘレン・マクロイ） 4. 黒い睡蓮（ミシェル・ビュッシ） 5. 湖畔荘（ケイト・モートン） 6. キリング・ゲーム（ジャック・カーリイ） 7. 紙片は告発する（D・M・ディヴァイン） 8. 代診医の死（ジョン・ロード） 9. 渇きと偽り（ジェイン・ハーパー） 10. 聖エセルドレダ女学院の殺人（ジュリー・ベリー） 凍った夏（ジム・ケリー） |

### 2019年版
対象：2017年11月 - 2018年10月発行書籍
| 国内 1. アリバイ崩し承ります（大山誠一郎） 2. 碆霊の如き祀るもの（三津田信三） 3. パズラクション（霞流一） 4. グラスバードは還らない（市川憂人） 5. インド倶楽部の謎（有栖川有栖） 6. 星詠師の記憶（阿津川辰海） 7. 探偵AIのリアル・ディープラーニング（早坂吝） 8. 少女を殺す100の方法（白井智之） 9. ドッペルゲンガーの銃（倉知淳） 10. 沈黙のパレード（東野圭吾） | 海外 1. カササギ殺人事件（アンソニー・ホロヴィッツ） 2. あやかしの裏通り（ポール・アルテ） 3. 元年春之祭（陸秋槎） 4. 数字を一つ思い浮かべろ（ジョン・ヴァードン） 5. 牧神の影（ヘレン・マクロイ） 6. 空の幻像（アン・クリーブス） 7. 日曜の午後はミステリ作家とお茶を（ロバート・ロプレスティ） 8. 悪意の夜（ヘレン・マクロイ） 9. アリバイ（ハリー・カーマイケル） 10. 犯罪コーポレーションの冒険（エラリー・クイーン） |

### 2020年版
対象：2018年11月 - 2019年10月発行書籍
| 国内 1. medium 霊媒探偵城塚翡翠（相沢沙呼） 2. 魔眼の匣の殺人（今村昌弘） 3. 紅蓮館の殺人（阿津川辰海） 4. 刀と傘 明治京洛推理帖（伊吹亜門） 5. そして誰も死ななかった（白井智之） 6. 或るエジプト十字架の謎（柄刀一） 7. 時空旅行者の砂時計（方丈貴恵） 8. 予言の島（澤村伊智） 9. むかしむかしあるところに、死体がありました。（青柳碧人） 10. 潮首岬に郭公の鳴く（平石貴樹） | 海外 1. メインテーマは殺人（アンソニー・ホロヴィッツ） 2. イヴリン嬢は七回殺される（スチュアート・タートン） 3. ディオゲネス変奏曲（陳浩基） 4. 雪が白いとき、かつそのときに限り（陸秋槎） 5. 金時計（ポール・アルテ） 6. 黄（雷鈞） 7. 密室殺人（ルーパート・ペニー） 8. ついには誰もがすべてを忘れる（フェリシア・ヤップ） 9. 休日はコーヒーショップで謎解きを（ロバート・ロプレスティ） 10. 八人の招待客（Q・パトリック） |

### 2021年版
対象：2019年11月 - 2020年10月発行書籍
| 国内 1. 透明人間は密室に潜む（阿津川辰海） 2. 蝉かえる（櫻田智也） 3. 名探偵のはらわた（白井智之） 4. 楽園とは探偵の不在なり（斜線堂有紀） たかが殺人じゃないか 昭和24年の推理小説（辻真先） 5. ワトソン力（大山誠一郎） 6. 欺瞞の殺意（深木章子） 7. 鶴屋南北の殺人（芦辺拓） 8. 法廷遊戯（五十嵐律人） 9. エンデンジャード・トリック（門前典之） | 海外 1. その裁きは死（アンソニー・ホロヴィッツ） 2. 網内人（陳浩基） 3. 殺人七不思議（ポール・アルテ） 4. ストーンサークルの殺人（M・W・クレイヴン） 5. 死亡通知書 暗黒者（周浩暉） 6. 指差す標識の事例（イーアン・ペアーズ） 7. カメレオンの影（ミネット・ウォルターズ） 8. 死んだレモン（フィン・ベル） 9. ザリガニの鳴くところ（ディーリア・オーエンズ） 10. 時計仕掛けの歪んだ罠（アルネ・ダール） |

### 2022年版
対象：2020年11月 - 2021年10月発行書籍
| 国内 1. 黒牢城（米澤穂信） 2. 蒼海館の殺人（阿津川辰海） 3. 兇人邸の殺人（今村昌弘） 4. 六人の嘘つきな大学生（浅倉秋成） 5. 硝子の塔の殺人（知念実希人） 6. 大鞠家殺人事件（芦辺拓） 7. 孤島の来訪者（方丈貴恵） 8. 忌名の如き贄るもの（三津田信三） 9. invert 城塚翡翠倒叙集（相沢沙呼） 10. あと十五秒で死ぬ（榊林銘） | 海外 1. ヨルガオ殺人事件（アンソニー・ホロヴィッツ） 2. 自由研究には向かない殺人（ホリー・ジャクソン） 3. 文学少女対数学少女（陸秋槎） 4. 第八の探偵（アレックス・パヴェージ） 5. ブラックサマーの殺人（M・W・クレイヴン） 6. 運命の証人（D・M・ディヴァイン） 7. 地の告発（アン・クリーヴス） 8. スリープウォーカー マンチェスター市警 エイダン・ウェイツ（ジョセフ・ノックス） 9. 混沌の王（ポール・アルテ） 10. オクトーバー・リスト（ジェフリー・ディーヴァー） 見知らぬ人（エリー・グリフィス） |

### 2023年版
対象：2021年11月 - 2022年10月発行書籍
| 国内 1. 名探偵のいけにえ 人民教会殺人事件（白井智之） 2. 方舟（夕木春央） 3. 録音された誘拐（阿津川辰海） 4. 名探偵に甘美なる死を（方丈貴恵） 5. 月灯館殺人事件（北山猛邦） ＃真相をお話しします（結城真一郎） 6. 入れ子細工の夜（阿津川辰海） 7. 捜査線上の夕映え（有栖川有栖） 8. 神薙虚無最後の事件（紺野天龍） 仕掛島（東川篤哉） | 海外 1. ポピーのためにできること（ジャニス・ハレット） 2. 殺しへのライン（アンソニー・ホロヴィッツ） 3. キュレーターの殺人（M・W・クレイヴン） 4. ロンドン・アイの謎（シヴォーン・ダウド） 5. 死まで139歩（ポール・アルテ） 6. 名探偵と海の悪魔（スチュアート・タートン） 7. 優等生は探偵に向かない（ホリー・ジャクソン） 8. デイヴィッドスン事件（ジョン・ロード） 9. ヨーク公階段の謎（ヘンリー・ウェイド） 10. 辮髪のシャーロック・ホームズ 神探福邇の事件簿（莫理斯） |

### 2024年版
対象：2022年11月 - 2023年10月発行書籍
| 国内 1. エレファントヘッド（白井智之） 2. 可燃物（米澤穂信） 3. あなたが誰かを殺した（東野圭吾） 4. 午後のチャイムが鳴るまでは（阿津川辰海） 5. 或るスペイン岬の謎（柄刀一） 6. 化石少女と七つの冒険（麻耶雄嵩） 7. 十戒（夕木春央） 8. 鵼の碑（京極夏彦） 9. アミュレット・ホテル（方丈貴恵） 10. ちぎれた鎖と光の切れ端（荒木あかね） | 海外 1. 恐るべき太陽（ミシェル・ビュッシ） 2. 厳冬之棺（孫沁文） 3. ナイフをひねれば（アンソニー・ホロヴィッツ） 4. 禁じられた館（ミシェル・エルベール＆ウジェーヌ・ヴィル） 5. 卒業生には向かない真実（ホリー・ジャクソン） 6. グレイラットの殺人（M・W・クレイヴン） 7. アリス連続殺人（ギジェルモ・マルティネス） 8. ガラスの橋 ロバート・アーサー自選傑作集（ロバート・アーサー） 9. 8つの完璧な殺人（ピーター・スワンソン） 10. ファラデー家の殺人（マージェリー・アリンガム） |

### 2025年版
対象：2023年11月 - 2024年10月発行書籍
| 国内 1. 地雷グリコ（青崎有吾） 2. ぼくは化け物きみは怪物（白井智之） 3. 六色の蛹（櫻田智也） 4. 伯爵と三つの棺（潮谷験） 5. 永劫館超連続殺人事件 魔女はＸと死ぬことにした（南海遊） 6. サロメの断頭台（夕木春央） 7. 少女には向かない完全犯罪（方丈貴恵） 8. 黄土館の殺人（阿津川辰海） 9. 冬期限定ボンボンショコラ事件（米澤穂信） 10. 案山子の村の殺人（楠谷佑） | 海外 1. 死はすぐそばに（アンソニー・ホロヴィッツ） 2. ウナギの罠（ヤーン・エクストレム） 3. ボタニストの殺人（M・W・クレイヴン） 4. ぼくの家族はみんな誰かを殺してる（ベンジャミン・スティーヴンソン） 5. 喪服の似合う少女（陸秋槎） 6. 白薔薇殺人事件（クリスティン・ペリン） 7. ターングラス（ガレス・ルービン） 8. モルグ館の客人（マーティン・エドワーズ） 9. 極夜の灰（サイモン・モックラー） 10. 孔雀屋敷（イーデン・フィルポッツ） |

### 2001-2010新世紀「本格短編」オールベスト・ランキング
2012年版にて実施。対象：2001年1月-2010年12月までの10年間に発表された本格ミステリ小説の短編。
| 1. 都市伝説パズル（法月綸太郎）『法月綸太郎の功績』所収 2. スイス時計の謎（有栖川有栖）『スイス時計の謎』所収 3. 砂漠を走る船の道（梓崎優）『叫びと祈り』所収 4. 流れ星のつくり方（道尾秀介）『花と流れ星』所収 5. こうもり（麻耶雄嵩）『貴族探偵』所収 6. ゴーレムの檻（柄刀一）『ゴーレムの檻』所収 7. しらみつぶしの時計（法月綸太郎）『しらみつぶしの時計』所収 8. 彼女がペイシェンスを殺すはずがない（大山誠一郎）『論理学園事件帳』所収 9. スプリング・ハズ・カム（梓崎優）『放課後探偵団』所収 10. 凍えるルーシー（梓崎優）『叫びと祈り』所収 |

### 本格ミステリ・ベスト・オブ・ベスト10 1997-2016
2017年版にて実施。対象：97年度「本格ミステリ・ベスト10」から『2016本格ミステリ・ベスト10』まで。
| 1. 首無の如き祟るもの（三津田信三） 2. 容疑者Xの献身（東野圭吾） 3. ハサミ男（殊能将之） 4. 人狼城の恐怖（二階堂黎人） 5. 葉桜の季節に君を想うということ（歌野晶午） 6. キングを探せ（法月綸太郎） 7. 星降り山荘の殺人（倉知淳） 8. 折れた竜骨（米澤穂信） 9. 女王国の城（有栖川有栖） 10. 螢（麻耶雄嵩） |

## インタビュー
「本格」Man of the Year
その年に活躍した作家を1人ないし2人選び、インタビューするコーナー。
- 1998 - 森博嗣
- 1999 - 二階堂黎人
- 2000 - 西澤保彦
- 2001 - 柄刀一
- 2002 - 山田正紀
- 2003 - 霞流一
- 2004 - 歌野晶午
- 2005 - 芦辺拓
- 2006 - 北村薫
- 2007 - 島田荘司
- 2008 - 有栖川有栖
- 2009 - 山口雅也
- 2010 - 米澤穂信
- 2011 - 麻耶雄嵩
- 2012 - 東川篤哉、深水黎一郎
- 2014 - 北山猛邦
- 2015 - 岡田秀文
- 2016 - 倉知淳
- 2017 - 竹本健治
- 2018 - 大倉崇裕
- 2019 - 似鳥鶏
- 2020 - 青柳碧人
- 2021 - 我孫子武丸
- 2022 - 今村昌弘
- 2023 - 柄刀一
- 2024 - 京極夏彦

注目の気鋭
- 2004 - 柳広司
- 2005 - 加賀美雅之
- 2006 - 石持浅海
- 2007 - 道尾秀介
- 2008 - 三津田信三
- 2009 - 鳥飼否宇
- 2010 - （なし）
- 2011 - 小島正樹
- 2012 - （なし）
- 2013 - （なし）
- 2014 - 深木章子
- 2015 - 天祢涼
- 2016 - 早坂吝
- 2017 - （なし）
- 2018 - （なし）
- 2019 - 白井智之
- 2020 - 井上真偽
- 2021 - 阿津川辰海
- 2022 - 浅倉秋成
- 2023 - 夕木春央
- 2024 - 方丈貴恵